# Goslerhuisje
Het Goslerhuisje of Huisje van Gosler is een rijksmonument in Amsterdam-Centrum. Het is sinds 1973 een rijksmonument
Het vrijstaande gebouw is de enig overgebleven bebouwing van de Amsterdamse straat Joden Houttuinen die eind jaren zestig op dit pand na werd gesloopt om er vervolgens het Maupoleum te kunnen neerzetten. Het heeft vermoedelijk altijd gescheiden gestaan van de rest van de straat. Het gebouw heeft in de 21e eeuw het huisnummer Jodenbreestraat 1. Het is het enige monument aan deze kant van de Jodenbreestraat, want de overige gebouwen zijn nieuwbouw. Daarbij moet opgemerkt worden dat het Maupoleum uit 1971 midden jaren negentig ook al weer plaats moest maken voor nieuwbouw, men vond het een van de lelijkste gebouwen van de stad. Het werd vervangen is door een nieuw gebouw met onder meer de Amsterdamse Hogeschool voor de Kunsten.
Het enigszins scheef staande pand staat aan de oostkant van de Sint Antoniessluishoogwaterkering, waarvan het het sluis/brugwachtershuisje is geweest. Het monumentenregister schreef er in 2017 over; een laag pakhuisachtig gebouwtje met een puntdak waaronder afdekbanden. Het wees het toe aan de 18e eeuw. De Basisadministratie Adressen en Gebouwen houdt het echter op 1695, hetgeen ondersteund wordt door een beschildering op het pand, doch die is pas in de 21e eeuw aangebracht.
Het gebouw werd vernoemde naar A. Gosler en Zonen, ijzer- en metaalhandel en aannemer van sloopwerkzaamheden, die hier gevestigd was. Abraham (Bram) Gosler, geboren in 1874 en in 1942 omgebracht in Auschwitz runde het bedrijf met twee van zijn zonen. Nadat het grootste deel van het gezin was omgebracht stond het gebouwtje jarenlang leeg en was dichtgetimmerd. In 1979 werd het gerenoveerd. 
Anno 2013 is het Goslerhuisje een café met terras, De Sluyswacht geheten. Het is eigendom van Immobrew.

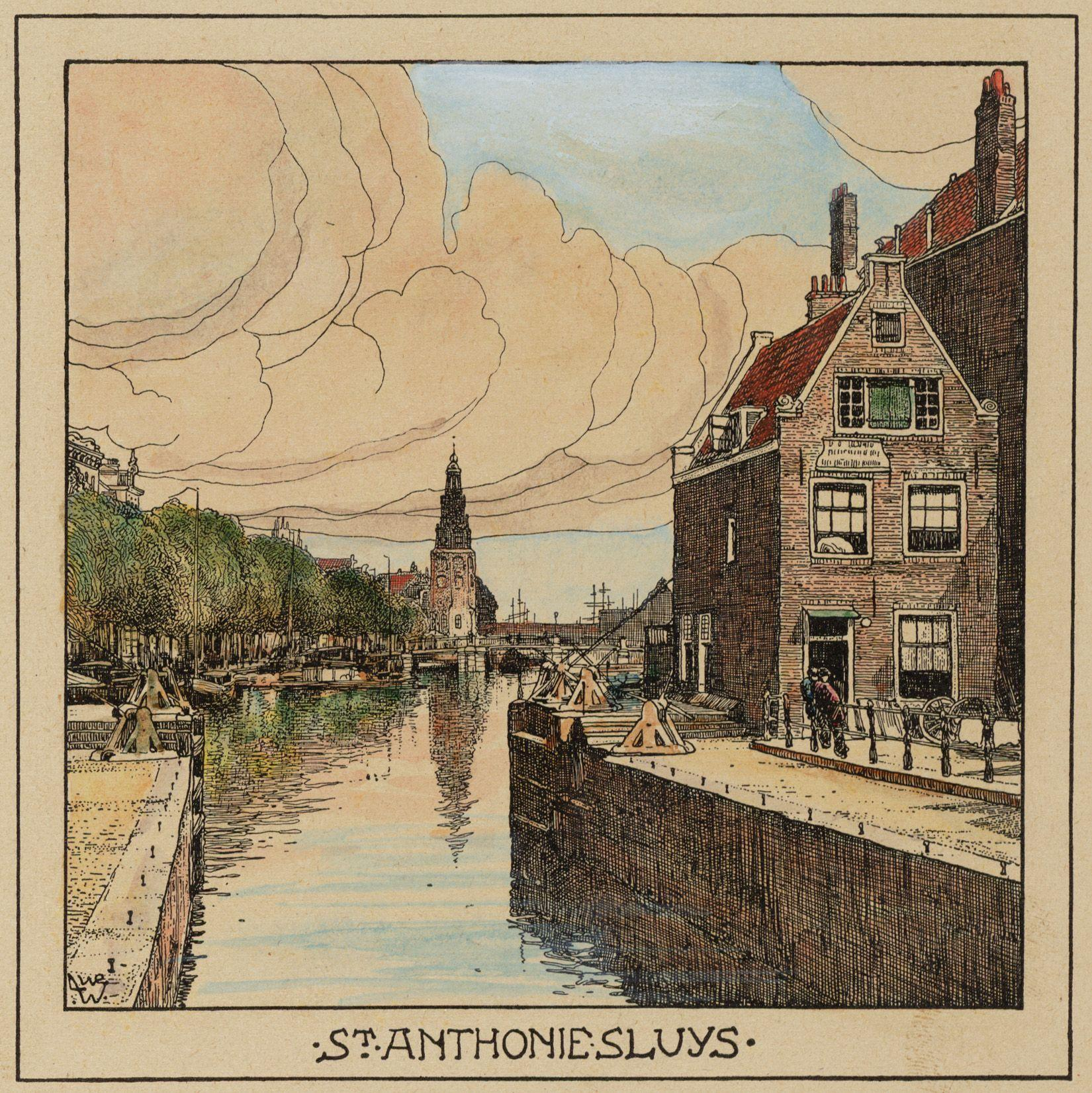
Ludwig Willem Reymert Wenckebach met het huisje rond 1900
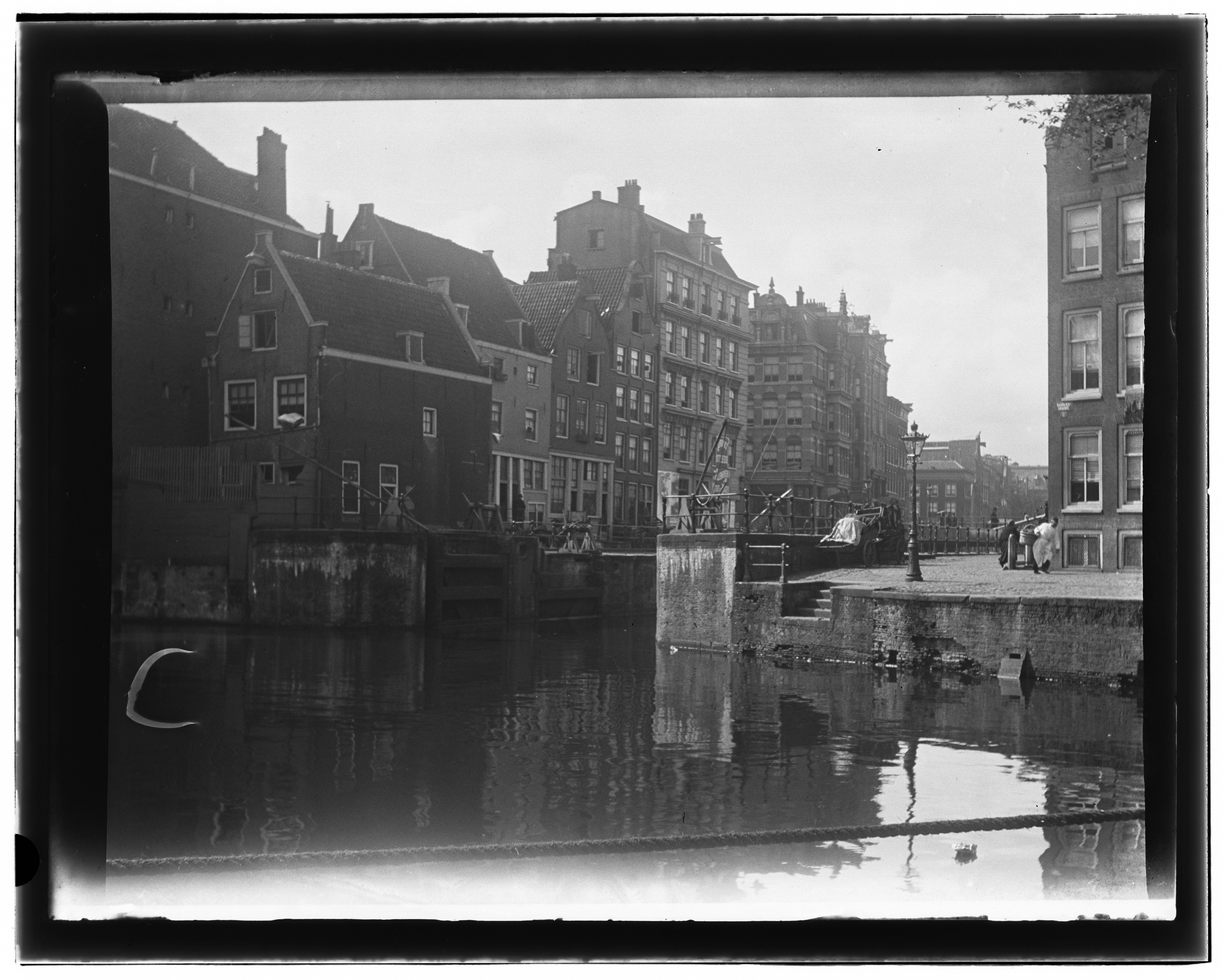
Jacob Olie met het huisje in 1902
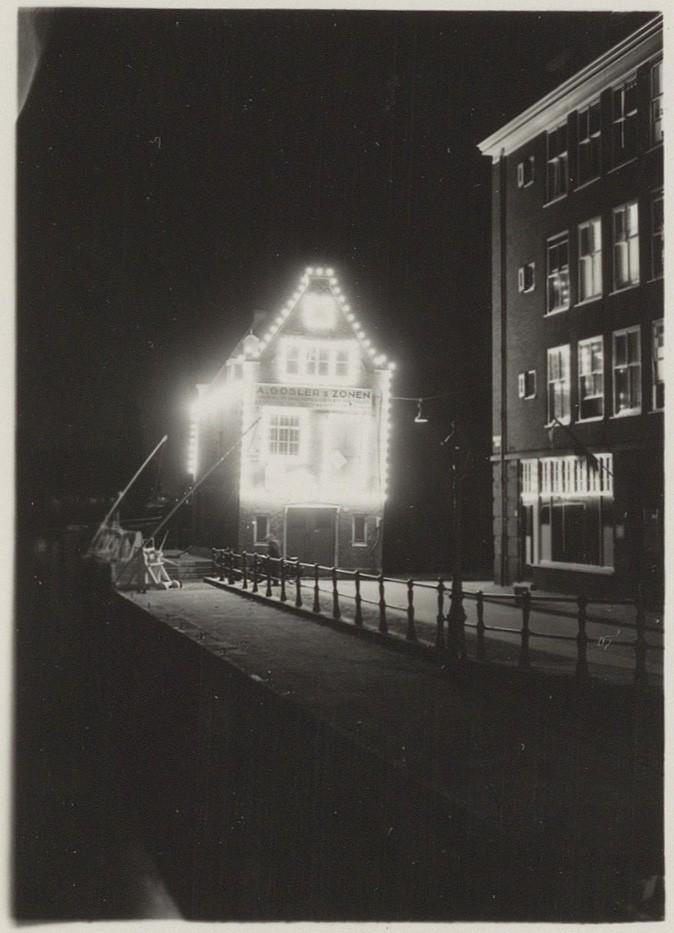
A Gosler & Zn in 1938